# Klink
Klink est une commune d'Allemagne située dans l'arrondissement du Plateau des lacs mecklembourgeois, dans le Land de Mecklembourg-Poméranie-Occidentale.

## Géographie
Klink se situe sur un isthme, entre les lacs Müritz et Kölpinsee.